# Plague-House Puppet Show
Plague-House Puppet Show es el segundo álbum de la banda de heavy metal Twilightning lanzado en el 2004. Supuso la confirmación de esta joven banda como una de las mayores promesas de la escena del metal en estos días.
A diferencia del Delirium Veil, tiene un sonido más hardrockero y sucio. Las guitarras suenan más agresivas y se nota la influencia de los grandes grupos de los años 80.
La versión japonesa del álbum incluye también las canciones "Goddess Of Fortune" y la cover de "Wind-up Toy", canción original de Alice Cooper.

## Canciones
1. Plague-House Puppet Show (4:19), Wallenius
2. Into Treason (5:07), Sartanen
3. The Fiend (4:23), Wallenius
4. Victim Of Deceit (4:11), Sartanen
5. Painting The Blue eyes (4:31), Wallenius
6. In The Fervor's Frontier (4:56), Wallenius
7. Fever Pitch (3:49), Wallenius
8. Diamonds Of Mankind (4:56), Sartanen
9. Riot Race (5:27), Wallenius
10. Lubricious Thoughts (5:13), Wallenius

## Músicos
- Heikki Pöyhiä - Cantante
- Tommi Sartanen - guitarra
- Jussi Kainulainen - bajo
- Juha Leskinen - batería
- Ville Wallenius - guitarra
- Mikko Naukkarinen - teclista

## Equipo de producción
- Productor: Anssi Kippo
- Mezclador: Mikko Karmila

- Datos: Q4357268